# Луговой (Елабужский район)
 Луговой  — поселок в Елабужском районе Татарстана. Входит в состав Поспеловского сельского поселения.

## География
Находится в северной части Татарстана на расстоянии приблизительно 5 км по прямой на юго-восток от районного центра города Елабуга в 2 км от реки Кама.

## История
Основан в 1921 году.

## Население
Постоянных жителей было в 1938 году — 172, в 1949—122, в 1958 — 82, в 1970 — 38, в 1979 — 21, в 1989 — 12. Постоянное население составляло 17 человек (русские 53 %, татары 47 %) в 2002 году, 22 в 2010.